# Neichen
Neichen település Németországban, Rajna-vidék-Pfalz tartományban. Lakosainak száma 135 fő (2023. december 31.).

## Népesség
A település népességének változása:
| Lakosok száma | 120  | 127  | 131  | 135  | 132  | 135  |
|               | 1975 | 2017 | 2019 | 2021 | 2022 | 2023 |